# Jacob Nicol
Pour les articles homonymes, voir Nicol.
Jacob Nicol, né le 25 avril 1876 à Roxton Pond et mort le 23 septembre 1958 à Sherbrooke, est un homme politique québécois qui est membre du gouvernement de Louis-Alexandre Taschereau. Libéral influent, il est propriétaire de plusieurs journaux dont Le Soleil de Québec, Le Nouvelliste de Trois-Rivières et La Tribune de Sherbrooke, qu'il a fondé.

## Biographie

### Débuts
Jacob Nicol est né à Roxton Pond le 25 avril 1876. Il est le fils des cultivateurs Philipe Nicol et Sophie Cloutier, de souche francophone mais de religion protestante. Il étudie à l'Institut Feller de Saint-Blaise-sur-Richelieu puis fait son droit à l'université McMaster de Hamilton (Ontario) et à l'université Laval. Admis au Barreau du Québec le 8 juillet 1904, il est créé conseil en loi du roi le 9 novembre 1912.
Comme il s'exprime aussi bien dans la langue française que dans la langue anglaise, il est bien admis dans les deux communautés. Étudiant, il fait son stage au bureau de Louis-Alexandre Taschereau et devient membre du Parti libéral. Sous le gouvernement de Simon-Napoléon Parent, il est secrétaire du trésorier provincial (ministre des Finances) Thomas Henry Duffy de 1900 à 1904.
Devenu avocat, il pratique le droit à Sherbrooke et s'associe à Wifrid Lazure et Silfrid Couture jusqu'en 1935. De 1906 à 1921, il est procureur de la Couronne pour le district de Saint-François.
Constatant la forte croissance de l'élément francophone dans la région de l'Estrie, il fonde, avec l'aide d'actionnaires libéraux, La Tribune de Sherbrooke dont le premier numéro paraît le 21 février 1910. Ce journal se veut avant tout de partisanerie libérale et vante les mérites des gouvernements Laurier et Gouin. Durant les années 1910, il devient un personnage influent de la région de Sherbrooke. Il s'attache à Sydney Arthur Fisher, député fédéral de Brome et un des actionnaires de La Tribune, et devient l'un de ses protégés. C'est lui qui le présente à Lomer Gouin qui en fait l'un des organisateurs libéraux en Estrie.

### Trésorier provincial
Louis-Alexandre Taschereau, qui devient premier ministre en 1920, connaît Nicol depuis longtemps et a l'intention de le faire entrer bientôt dans son gouvernement. L'occasion se présente à l'automne 1921 lorsque le trésorier provincial Walter George Mitchell démissionne pour se présenter à l'élection fédérale. Nicol devient aussitôt trésorier et ministre des Affaires municipales (poste qui était également détenu par Mitchell) et se présente à l'élection partielle du 15 décembre 1921 dans la circonscription de Richmond. Lors de l'élection générale de l'hiver 1923, il préfère se présenter dans la circonscription de Compton où il est également élu.
Comme Taschereau, Nicol croit que l'État doit se gérer comme une entreprise en évitant si possible le déficit. Chacun de ses budgets, de 1922 à 1929, se traduit par une gestion prudente et un excédent. De 1920 à 1928, les recettes du gouvernement passent de 15 914 000$ à 34 807 000$ et les dépenses de 14 634 000 à 32 921 000$. Cette augmentation est due surtout à la création d'une société d'État, la Régie des alcools en 1921, et aux importants travaux de voirie de la décennie.
Nicol ne néglige pas ses activités privées pour autant. Au début des années 1920, il fonde Le Nouvelliste de Trois-Rivières et, en 1927, il achète Le Soleil de Québec. Il est directeur de plusieurs compagnies d'assurances et membre de la Chambre de Commerce de Sherbrooke. Il est également président des stations radiophoniques CHLN de Trois-Rivières et CHLT de Sherbrooke. À cause de ces activités, les accusations de conflits d'intérêts de la part des conservateurs commencent à se multiplier. En 1929, Taschereau décide finalement de le nommer au Conseil législatif. Le 12 septembre, il devient conseiller législatif pour la division de Bedford. Andrew Ross McMaster devient le nouveau trésorier provincial. Quant au ministère des Affaires municipales, le premier ministre l'en avait déchargé dès 1924 afin de s'en occuper lui-même.

### Conseiller législatif
Un an après être entré au Conseil législatif, Nicol en devient le président. En 1934, Taschereau le rappelle de nouveau dans son gouvernement. Celui-ci est alors contesté par plusieurs libéraux dissidents (Paul Gouin, Oscar Drouin, Philippe Hamel) qui l'accusent de laisser les compagnies hydro-électriques instaurer des tarifs trop élevés en retour de services médiocres. Hamel demande même une nationalisation de ces compagnies.
Nicol accepte de venir à son aide et devient chef du gouvernement au Conseil législatif ainsi que ministre sans portefeuille le 25 juillet 1934. Il lui conseille d'instituer une commission d'enquête publique sur l'hydroélectricité, ce qui lui permettra de gagner du temps. Celle-ci est mise en place et présidée par Ernest Lapointe. La Commission Lapointe conseille quelques accommodements mineurs mais la solution de la nationalisation est écartée.
En 1935, Nicol est nommé organisateur en chef pour la campagne électorale à venir. Taschereau remporte les élections mais le résultat est très serré. Nicol conseille alors au premier ministre de laisser sa place à un autre chef. En février 1936, devant son entêtement à vouloir rester, il abandonne ses fonctions d'organisateur en chef du Parti libéral du Québec pour devenir celui du Parti libéral du Canada au Québec.
Lorsque Maurice Duplessis met au jour une série de scandales où sont compromis les libéraux de Taschereau, lors des audiences du Comité des comptes publics, il tente d'impliquer Nicol en accusant Le Soleil d'avoir reçu de fortes subventions gouvernementales. Les preuves sont cependant peu convaincantes et on décide d'en rester là.
Les journaux de Nicol restent prudents durant la campagne électorale de 1936. La Tribune et Le Soleil restent pro-libéraux mais Le Nouvelliste de Trois-Rivières prend parti pour l'Union nationale, ce qui démontre que Nicol tente de se démarquer de l'ancien gouvernement.

### Fin de carrière
Après l'arrivée de Duplessis au pouvoir, Jacob Nicol reste conseiller législatif mais ses activités deviennent plus privées. En 1936, il achète L'Événement de Québec. En 1938, il achète Le Journal qu'il décide de faire fusionner avec L'Événement qui devient L'Événement Journal.
En 1942, il émet de sérieuses réserves sur la conscription à l'occasion du plébiscite devant permettre à Mackenzie King de la décréter s'il la juge nécessaire. Ses journaux ne se prononcent pas pour le Non mais n'incitent pas ses lecteurs à voter Oui. Mackenzie King ne lui en veut pas et le nomme sénateur de la division de Bedford le 15 juillet 1944. Nicol est membre du Conseil législatif québécois et du Sénat canadien jusqu'à sa mort.
À partir de la fin des années 1940, il commence à se départir de ses journaux. En 1948, il vend L'Événement Journal et Le Soleil à Joseph-Oscar Gilbert. Il se sépare du Nouvelliste en 1951 et de La Tribune en 1955.
Jacob Nicol a été directeur puis vice-président de la Banque nationale de 1945 à 1955. Il meurt à Sherbrooke le 23 septembre 1958 à l'âge de 82 ans.

## Hommages
Le pont Nicol, qui relie East Angus à Westbury en enjambant la rivière Saint-François, est nommé en son honneur.